# Erlauf (flod)

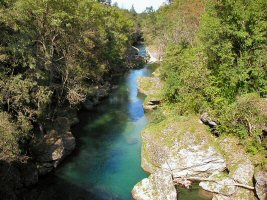
Erlauf.

Erlauf är en 67 km lång biflod till floden Donau i det österrikiska förbundslandet Niederösterreich. Avrinningsområdet är 620 km² och medelvattenföringen är 13,9 m³/s. 
Källflödena är Große Erlauf och Kleine Erlauf som förenar sig vid Wieselburg. Große Erlauf rinner upp i Alperna vid Zellerhut vid gränsen mellan Steiermark och Niederösterreich, bildar insjön Erlaufsee, bryter i en ravin genom Tormäuerklipporna (Naturpark Ötscher-Tormäuer), bildar sedan Erlaufdalen innan den rinner norrut till Donaudalen. Från Wieselburg där floden Kleine Erlauf mynnar i kallas floden bara Erlauf. I Pöchlarn mynnar Erlauf i Donau. Floden är utbyggd med flera vattenkraftverk. 
Vid floden ligger städerna Scheibbs, Wieselburg och Pöchlarn.